# Vịt khoang thường

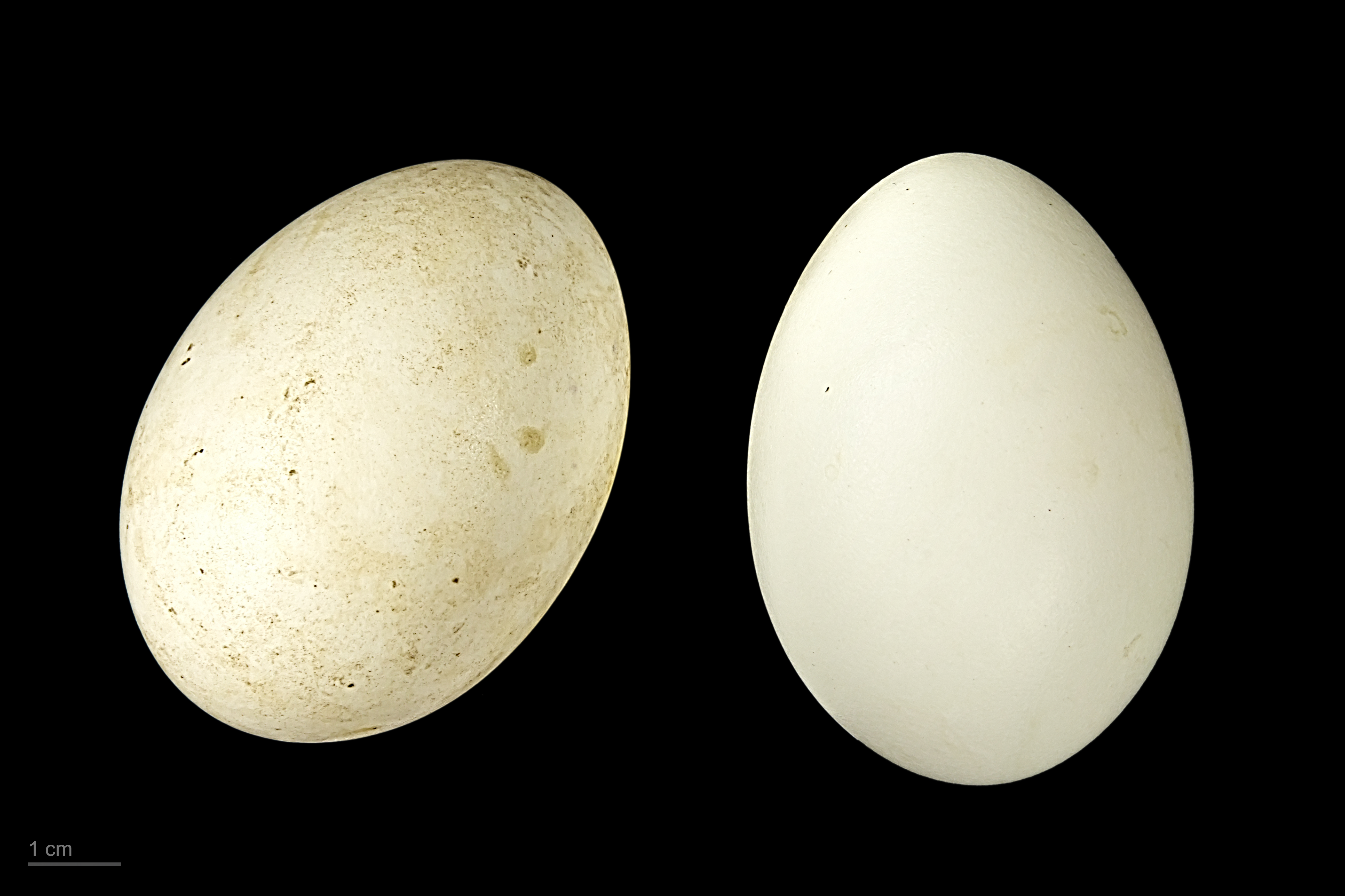
Tadorna tadorna

Tadorna tadorna là một loài chim trong họ Vịt.
Đây là loài phổ biến rộng rãi và phổ biến tại Âu Á, chủ yếu sinh sản trong xứ ôn đới và trú đông ở các vùng nhiệt đới; vào mùa đông, nó cũng có thể được tìm thấy trong Maghreb. Tên khoa học của loài này xuất phát từ nguồn gốc Celtic
Xương hóa thạch từ Dorkovo (Bulgaria) mô tả như Balcanas pliocaenica có thể thực sự thuộc về loài này. Nhiều khả năng, họ là một loài đã tuyệt chủng của Tadorna (nếu không phải là một chi riêng biệt) 